# Urban Legend
Urban Legend es el tercer álbum del rapero T.I., del año 2004.

## Lista de canciones
1. "Tha King"
2. "Motivation"
3. "U Don't Know Me"
4. "ASAP"
5. "Prayin For Help"
6. "Why U Mad At Me"
7. "Get Loose" (ft. Nelly)
8. "What They Do" (ft. B.G.)
9. "The Greatest" (ft. Mannie Fresh)
10. "Get Ya Shit Together" (ft. Lil Kim)
11. "Freak Though" (ft. Pharrell)
12. "Countdown"
13. "Bring Em Out"
14. "Limelight" (ft. PSC)
15. "Chillin With My Bitch" (ft. Jazze Pha)
16. "Stand Up" (ft. Trick Daddy, Lil Jon, & Lil Wayne)
17. "My Life" (ft. Daz Dillinger)

- Datos: Q2305719